# Eumera decoronata
Eumera decoronata är en fjärilsart som beskrevs av Otto Staudinger 1913. Eumera decoronata ingår i släktet Eumera och familjen mätare. Inga underarter finns listade i Catalogue of Life.